# Arsol
Arsolul (IUPAC: 1H-arsol; denumit și arsenol) este un compus organic heterociclic cu formula chimică C
4H
4AsH, fiind analogul cu arsen al pirolului. Derivații săi substituiți se numesc arsoli. Compusul este mai puțin aromatic în comparație cu pirolul.